# بحران انرژی کلمبیا در سال ۱۹۹۲
بحران انرژی کلمبیا در سال ۱۹۹۲ (انگلیسی: 1992 Colombian energy crisis) بحرانی در بخش انرژی کلمبیا در زمان ریاست جمهوری سزار گاوریا از ۲ مه ۱۹۹۲ تا ۷ فوریه ۱۹۹۳، ناشی از ال نینو بود. ال نینو باعث خشکسالی در بیشتر کشور شد، که باعث کاهش سطح مخزن در بسیاری از سدهای اصلی برق آبی و ایجاد بحران بیشتر در شرکت خدمات عمومی دولتی، Interconexión Eléctrica , S.A. (ISA) شد.

## علت
ال نینو وقتی اتفاق می‌افتد که آبهای گرم از سواحل استرالیا به سواحل آمریکای جنوبی برسند. این باعث تغییرات قابل توجهی در آب و هوای دریایی و خشکسالی و سیل می‌شود. ال نینو ۱۹۹۲، که خشکسالی در کلمبیا ایجاد کرد، همزمان با مشکلات زیرساختی در تأسیسات برق آبی کشور بود.

## سهمیه‌بندی
دولت تحت ریاست جمهوری سزار گاوریا با معرفی برنامه سهمیه بندی تصمیم به مقابله گرفت. در تاریخ ۲ مارس ۱۹۹۲، دولت قطع برنامه‌ریزی شده برق را اعلام کرد، تا ۹ ساعت در شهرهایی مانند بوگوتا و تا ۱۸ ساعت در مجمع‌الجزایر سن آندرس، پروویدنسیا و سانتا کاتالینا. کمپین‌های آگاهی عمومی با نام "Cierre la llave" ("شیر آب را ببند") به امید اندازه‌گیری میزان هدر رفتن آب راه اندازی شد. در شهر کالی، فرمانی تصویب شد که شش روز زندان را به عنوان مجازات برای پرمصرف‌ها تعیین می‌کند.